# 슈퍼 TV 일요일은 즐거워
《슈퍼 TV 일요일은 즐거워》(약칭 : 슈퍼TV)는 KBS 2TV에서 방영했던 오락 프로그램 중 하나이다.
1998년 2월 22일부터 2003년 11월 2일까지 매주 일요일 저녁 시간에 방송되었다. 강호동이 1회부터 MC대격돌 2기까지 진행하면서 이 프로그램의 최장수 MC로 기록되었다.

## 역사
《슈퍼선데이》(1995~1998년)는 IMF 경제위기의 여파로 인해 폐지되었으며, 이후 KBS 예능본부는 이를 대체할 새 일요 예능 프로그램으로 《슈퍼TV 일요일은 즐거워》를 기획·제작하였다.
프로그램 초기에는 MC 임백천을 중심으로 진행되었으며, 전체적인 구성과 형식은 전작인 《슈퍼선데이》와 유사한 점이 많았다. 그러나 당시 경쟁작이었던 MBC의 《일요일 일요일 밤에》에 시청률 면에서 밀리는 모습을 보였다. 이후 《일요일 일요일 밤에》의 주요 진행자였던 이경규가 일본 유학을 이유로 하차하고, 김국진이 활동을 중단하면서 해당 프로그램이 하락세를 보이자, 《슈퍼TV 일요일은 즐거워》는 점차 시청률을 회복하며 입지를 넓혀갔다.
〈캠퍼스 영상가요〉와 〈출발 드림팀〉 등의 코너가 인기를 끌면서, 해당 프로그램은 일요 예능 강자로 부상하였다. 2001년에는 〈슈퍼TV MC최강전〉이라는 타이틀로 대표 코너인 〈MC 대격돌〉이 탄생하였으며, 이는 시청자들로부터 큰 호응을 얻었다.
2000년 10월 가을 개편을 통해 방송 시간이 확대되었으나, 이후 스튜디오 제작비 절감 등의 이유로 일부 코너가 축소되거나 폐지되었다. 이 시기에는 〈공포의 쿵쿵따〉, 〈위험한 초대〉, 〈시원한 물 한방〉 등 유쾌한 포맷의 코너들이 인기를 끌었으며, 〈MC 대격돌〉 1~2기에는 강호동, 유재석, 이휘재, 김한석, 남희석 등이 출연하여 프로그램의 전성기를 이끌었다.
그러나 3기에서는 주영훈, 신정환, 강병규, 강성범 등이 합류하였으나, 이 시기를 기점으로 프로그램은 점차 침체 국면에 접어들었다. 2002년 가을 개편에서는 유재석과 이휘재가 정통 코미디 연기에 전념하기 위해 하차하였고, 〈MC 대격돌〉 4기에는 유재석이 복귀하고 이혁재가 새롭게 합류하면서 분위기 반전을 꾀했다.
하지만 〈천하제일 외인구단〉 코너가 인기를 끌던 중, 과도한 벌칙과 관련된 가학성 논란이 불거졌고, 이에 대한 사회적 비판이 제기되었다. 결국 KBS는 공영방송으로서의 책무를 이유로 2003년 가을 개편을 단행하며, 《슈퍼TV 일요일은 즐거워》를 폐지하였다.
이후 KBS는 새로운 일요 예능 블록 프로그램인 《일요일은 101%》를 선보이게 된다.

## 방송 일정
| 방송 채널 | 방송 기간                          | 방송 시간                       |
| --------- | ---------------------------------- | ------------------------------- |
| KBS 2TV   | 1998년 2월 22일 ~ 1998년 12월 27일 | 매주 일요일 저녁 6시 50분 ~ 8시 |
| KBS 2TV   | 1999년 1월 3일 ~ 2000년 10월 15일  | 매주 일요일 저녁 6시 40분 ~ 8시 |
| KBS 2TV   | 2000년 10월 22일 ~ 2003년 11월 2일 | 매주 일요일 저녁 6시 ~ 8시      |

## 역대 MC
- 임백천
- 강호동
- 김현주
- 이나영
- 임창정
- 강병규
- 서세원
- 이창명
- 남희석
- 이휘재
- 유재석
- 김한석
- 송은이
- 김종석
- 이혁재
- 주영훈
- 신정환
- 강성범
- 이지연
- 임성민
- 김민
- 정다은
- 이지훈
- 김국진
- 양미라
- 백재현
- 이영자

## 역대 방영 코너

### MC 대격돌

#### 1기 - 돌격 앞으로!
3MC가 대결을 펼쳐 시민 혹은 연예인을 무작정 찾아가 스피드퀴즈 혹은 미션을 수행한다.
- 출연자: 강호동, 강병규, 남희석

이후, MBC의 연예 프로그램인 세상을 바꾸는 퀴즈의 〈다짜고짜 스피드 퀴즈〉에서 전화 형식으로 바뀌어 등장한 바 있다.

#### 2기 - 오늘의 미션
슈퍼TV MC인 유재석, 강호동, 이휘재, 김한석이 미션을 하면서 대결을 하면서 TV해결사 대한민국 만세의 벌칙자를 정하는 형식이다.

#### 2, 3기 - 공포의 쿵쿵따
- 방영일
  - 1기 : 2002년 1월 27일 ~ 2002년 11월 10일
  - 2기 : 2002년 11월 17일 ~ 2003년 5월 25일

##### 범용
3글자 단어 끝말잇기인 쿵쿵따 게임 등을 했다.
3글자 단어로 끝말잇기를 하다가 중간에 말이 막히면 지게 되는 형식이다.
중간에 걸린 멤버는 다양한 벌칙을 받게 된다.
그리고 매주 다양한 컨셉으로 시청자들의 재미를 주었다.(예:학교, 스키장, 영화관....)
그 뒤, 쿵쿵따 금지 단어라는 규칙도 생겨났으며, 2기에서는 2자, 3자 단어를 번갈아 말하는 형식으로 바뀌었다.
이에 대해 훗날 《1박 2일》에서는 말도 안되는 쿵쿵따라는 새로운 게임을 만들기도 했다.
- 1기 멤버 : 진행-이지연 아나운서, 유재석, 강호동, 이휘재, 김한석
- 2기 멤버 : 진행-임성민 아나운서, 주영훈, 강성범[2], 신정환, 강병규

##### 컨셉
- 2002년 1월 27일 ~ 2002년 2월 24일 : 사극 (시즌 1 시작, 초기 멤버 : 유재석, 강호동, 이휘재, 이지연 / 2월 17일부터 김한석 투입)
- 2002년 3월 3일 ~ 2002년 3월 24일 : 내 무반
- 2002년 3월 31일 ~ 2002년 4월 7일 : 목욕탕
- 2002년 4월 14일 ~ 2002년 4월 21일 : 병원
- 2002년 4월 28일 ~ 2002년 5월 5일 : 록밴드 연습실
- 2002년 5월 12일 ~ 2002년 5월 26일 : 해변
- 2002년 6월 2일 ~ 2002년 7월 7일 : 축구장 (월드컵 특집)
- 2002년 7월 14일 ~ 2002년 7월 28일 : 공포의 흉가 (납량특집, 여름방학 특집 제1탄)
- 2002년 8월 4일 ~ 2002년 8월 18일 : 고등학교 (납량특집, 여름방학 특집 제2탄)
- 2002년 8월 25일 ~ 2002년 9월 8일 : 염라국 (지옥)
- 2002년 9월 15일 : 수중천국 1탄 (인어공주)
- 2002년 9월 22일 : 전국 쿵쿵따 시민대회 (추석특집)
- 2002년 9월 29일 : 수중천국 2탄 (별주부전)
- 2002년 10월 6일 : 무용 연습실
- 2002년 10월 13일 ~ 2002년 10월 20일 : 동화나라
- 2002년 10월 27일 : 가정집
- 2002년 11월 3일 ~ 2002년 11월 10일 : 쿵쿵따 하이라이트 (300일간의 기록) (시즌 1 종료 / 유재석, 강호동, 이휘재, 김한석, 이지연 하차)
- 2002년 11월 17일 ~ 2002년 11월 24일 : 쿵쿵따 유치원 (시즌 2 시작 / 강병규, 신정환, 임창정, 주영훈, 임성민 투입)
- 2002년 12월 1일 ~ 2002년 12월 8일 : 서부 시대 (12월 1일에 임창정 하차 / 12월 8일부터 강성범 투입)
- 2002년 12월 15일 ~ 2002년 12월 22일 : 크리스마스
- 2002년 12월 29일 ~ 2003년 1월 5일 : 대합실
- 2003년 1월 12일 ~ 2003년 1월 26일 : 영화관
- 2003년 2월 2일 ~ 2003년 2월 9일 : 스키장
- 2003년 2월 16일 ~ 2003년 3월 2일 : 헬스클럽 (2003년 2월 23일은 대구 지하철 참사의 여파로 결방)
- 2003년 3월 9일 ~ 2003년 3월 16일 : 예식장
- 2003년 3월 23일 ~ 2003년 3월 30일 : 미용실
- 2003년 4월 6일 ~ 2003년 4월 20일 : 야구장 (2003년 4월 13일은 위험한 초대만 방영되어 결방)
- 2003년 4월 27일 ~ 2003년 5월 4일 : 놀이공원
- 2003년 5월 11일 ~ 2003년 5월 18일 : 1980년대 롤러장
- 2003년 5월 25일 : 쿵쿵따 하이라이트 (시즌 2 종료)

#### 3, 4기 - 위험한 초대
- 방영일 : 2002년 11월 24일 ~ 2003년 10월 19일

기본적으로 매회 연예인을 게스트로 초대하여 게스트와 대담을 나누는 형식이다. 다만 진행 MC들이 게스트가 한 말이나 행동에 따라 고정 멤버들이 물과 관련되어 벌칙을 수행하게 된다.
초기에 스튜디오에서 진행되었으나 과도하게 물 낭비를 한다는 비난의 여론이 일자 수영장으로 진행장소를 변경했으며 수영장으로 진행 장소를 바꾼 뒤에 벌칙 수행의 방법 또한 발사 소리와 함께 물대포 외에도 수영장 뒤로 넘어가는 의자(플라잉 체어) 등으로 벌칙 수단이 발전된다. 초기 1~2주차 방영분에서는 게스트용 방수 보호막이 없어서 게스트 또한 MC들과 마찬가지로 물에 빠진 생쥐꼴 마냥 되어 버리기 일쑤였다.
초기에는 MC대격돌 3기 멤버들로 MC 구성이 이루어졌으나 중간에 강성범과 주영훈이 하차하고 유재석과 이혁재가 4기로 투입되면서 분위기가 살아나고 벌칙 수행 또한 발전함에 따라 인기를 얻기 시작했다. 하지만 계속되는 MC들의 벌칙 수행에 가혹행위라는 비난의 목소리도 많았다.
한편, 2기 멤버 이혁재는 룸살롱 폭행사건 때문에, 강병규는 상습도박 사건, 신정환은 상습도박 사건 탓인지 KBS 출연금지 명단에 올라야 했으며 이들 중 강병규 신정환은 나중에 MBC와 SBS에서도 출연금지 명단에 이름을 올려야 했는데 2014년 1월 5일 KBS 2TV 1박 2일에서는 해당 프로그램(위험한 초대) 자료화면에서 이혁재 강병규 신정환이 모자이크 처리되는 수모를 겪었다.
- 진행 : 임성민 아나운서

- 1기 멤버 : 주영훈, 강성범, 신정환, 강병규
- 2기 멤버 : 유재석, 이혁재, 강병규, 신정환

- - 출연자 : 게스트

MBC의 연예 프로그램인 무한도전의 예능사관학교(여름 예능 캠프) 특집에서 그 형식이 부활하기도 했으며, KBS 2TV의 인기 연예 프로그램인 1박 2일에서도 뱀사골 여행기부터 포맷 차용이 이루어졌다.

#### 4기 - 운명의 바퀴
- 방영일 : 2003년 6월 1일 ~ 2003년 10월 19일

운명의 바퀴를 돌려, 누가, 언제, 어디서, 무엇을, 왜, 어떻게에 해당하는 벌칙을 만들고 게임을 통하여 벌칙자를 선정한다.

- 출연 : 유재석, 이혁재, 강병규, 신정환

MBC의 연예 프로그램인 무한도전의 달력만들기 특집에서 그 형식이 부활하기도 했으며, KBS 2TV의 인기 예능 프로그램인 1박 2일에서도 복불복 대축제 특집 때 포맷 차용이 이루어졌다.

### 천하제일 외인구단
- 방송일 : 2003년 6월 15일 ~ 2003년 10월 19일

출연 멤버들이 훈련을 받은 후 각 스포츠 분야의 최고 선수들에게 도전하는 형식의 프로그램으로, 《유재석과 감개무량》의 전신이라 할 수 있다. 《출발 드림팀》에 비해 출연진의 실력이 부족하여 "바보 드림팀"이라는 비난을 받기도 하였다.
과거 KBS 2TV에서 유재석이 진행하였던 《한국이 보인다》의 ‘인정사정 볼 것 없다’와 유사한 방식의 프로그램으로, 해당 계통을 이어받았다. 이후 《슈퍼TV 일요일은 즐거워》가 공영성을 이유로 폐지된 후 SBS로 자리를 옮겨 《일요일이 좋다》의 〈유재석과 감개무량〉으로 방송되었으며, 해당 프로그램 역시 폐지된 후 다시 MBC로 이동하여 《무한도전》 1기로 이어지게 되었다.
- 출연자 : 유재석, 남창희, 이혁재, 김종석, 지상렬, 김종민 & 게스트

### 캠퍼스 영상가요
전국에 있는 대학교를 찾아가 대학생 커플들의 체력테스트와 대학생들의 장기자랑을 엿보는 프로그램.
- 출연자: 강호동, 모교 출신 연예인들

'너를 보여줘!'코너에서 장기자랑에 통과한 출연자들을 대학교 홍보 뮤직비디오에 출연한다.

### 99초 스탠바이 큐!
99초 안에 주어진 9가지(혹은 8가지) 제작을 수행해 나가며 광고를 만들어 낸다.
초창기에는 공익광고를 만드는 수행 미션을 하였다. 결혼식장, 지하철, 공항 등 다양한 곳에서 광고촬영을 했으며, 광고를 만들 때까지 무제한 도전을 하였다. 그 뒤, 개편으로 대학교 캠퍼스 광고로 형식이 바뀌었으며, 무제한 도전했던 형식에서 10번 안에 성공하지 못하면 대학교 캠퍼스 광고를 만들 수가 없었다.
- 출연자: 강호동, 강병규, 핑클

- 1회 소방서
- 2회 지하철
- 3회 아이스링크
- 4회 전통문화
- 5회 호텔
- 6회 놀이동산
- 7회 전통음식
- 8회 레저스포츠
- 9회 스키장
- 10회 동물원
- 11회 수족관
- 12회 예식장
- 13회 민속촌
- 14회 어린이 박물관
- 15회 한강
- 16회 해군사관학교
- 17회 항공사
- 18회 제주도
- 19회 영화관
- 20회 춘향전
- 21회 테마파크
- 22회 워터파크
- 23회 해운대
- 24회 월드컵 경기장
- 25회 소방학교
- 26회 워터파크 2탄
- 27회 선조들의 여름나기
- 28회 공포광고
- 29회 놀이동산
- 30회 수상레저
- 31회 바캉스

- 1회 경희대학교
- 2회 중앙대학교
- 3회 한양대학교
- 4회 성균관대학교
- 5회 숙명여자대학교
- 6회 건국대학교
- 7회 단국대학교
- 8회 서울여자대학교
- 9회 경기대학교
- 10회 동국대학교
- 11회 성신여자대학교

이후, 1박 2일 통영 욕지도 편과 2011 외국인 근로자 특집 편의 미션으로써 등장하기도 했으며, 종합편성채널 중 하나인 JTBC의 프로그램인 상류사회의 최종미션코너로 부활했다.

### 출발! 드림팀
국내 최초 본격 대한민국 불멸의 스포츠 버라이어티를 표방한 프로그램.
- 출연자: 이창명[6]

### TV해결사
슈퍼TV 3mc가 대한민국을 위해 선행을 하는 형식이다.

#### 사랑의 쌀사세요
TV해결사 MC들이 쌀을 팔고 성금을 기부하는 형식이다.
- 출연자: 유재석, 이휘재

#### 대한민국 만세
대한민국 국민들이 소원을 빌면서 MC들이 그 소원을 통해 미션을 수행한다.
- 출연자: 유재석, 이휘재, 김생민

### 역대 코너
- 팔도 영상가요
- 우리는 하나
- 공포체험 돌아보지마
- 캠퍼스 영상가요
- 달려라 우리엄마
- 1999 우리가 간다
- 휴먼체험대장정 제1탄 사랑의 텔레파시
- 생존 이벤트 청춘열전
- 휴먼체험대장정 제2탄 사랑의 대화
- 슈퍼 도미노
- 백재현의 박치기왕
- 무한도전시리즈 제1탄 영광의 질주 (2000년)
  - 출연진 : 허준호, 구본승, 박남현, 이경규, 강호동,
    - 게스트 : 마라토너 황영조 (2000.8.13)
- 21세기 리얼리티 기고만장
- 21세기 잠재능력프로젝트 두뇌혁명
- 남희석의 해피앤드
- H.O.T의 자격지심
- 김한석의 유리의 城
- 병아리 퀴즈왕
- 가문의 영광
- 릴레이 만장일치
- 챔피언
- 터 놓고 삽시다
- 무한대결 2002
- 가화만사성
- 슈퍼스페셜
- 안전캠페인 함께해요
- 마이클의 아이러브코리아
- 유재석의 금연학교

## 참고 사항
- 1998년부터 2000년말까지 스튜디오 형식해왔으며, 2001년부터 스튜디오 절감하기 위해 점차 없어졌는데 'MC 대격돌'과 '위험한 초대' 코너에서 출연 연예인에 대한 '연예인 신변잡기'와 '가학적 행위'로 억지 웃음을 조장했다는 혹평을 받아[7] 2003년 민주언론시민연합 선정 올해의 나쁜 연예오락 프로그램에 선정되는 불명예를 안았다.

## 경쟁 프로그램
- 일요일 일요일 밤에 (1988~2017년 MBC)
- 문성근의 다큐세상, 그것이 알고싶다 (1998년 2월 22일 ~ 1999년 1월 31일, SBS)
- 밀레니엄 특급 (1999년, SBS)
- 서세원의 슈퍼 스테이션 (1999년, SBS)
- 로드쇼 힘나는 일요일 (1999~2000년, SBS)
- 뷰티풀 라이프 (2000 ~ 2001년, SBS)
- 초특급 일요일 만세 (2001~2002년, SBS)
- 쇼 일요천하 (2002년, SBS)
- 뷰티풀 선데이 (2002~2004년, SBS)
- 황수관의 호기심 천국 (1999년 9월 5일 ~ 11월 7일)[8]

## 타이틀 변천사
| 기수 | 타이틀                  | 방송 기간                          |
| ---- | ----------------------- | ---------------------------------- |
| 1기  | 톱스타 인생극장         | 1994년 10월 16일 ~ 1995년 2월 18일 |
| 2기  | 슈퍼선데이              | 1995년 2월 26일 ~ 1998년 2월 15일  |
| 3기  | 슈퍼 TV 일요일은 즐거워 | 1998년 2월 22일 ~ 2003년 11월 2일  |
| 4기  | 일요일은 101%           | 2003년 11월 9일 ~ 2004년 10월 31일 |
| 5기  | 해피선데이              | 2004년 11월 7일 ~ 2019년 4월 21일  |